# Verkhné-Lalié
 (mai 2024).
Verkhné-Lalié (en russe : Верхне-Лалье) est un hameau du raïon de Louza de l'oblast de Kirov en Russie européenne. Sa population s'élevait à 180 habitants au recensement de 2010.

## Géographie
Verkhné-Lalié est située dans l'oblast de Kirov, un sujet de la Russie, dans le district fédéral de la Volga. Le hameau se trouve dans le raïon de Louza, un raïon du centre de l'oblast,. 
Verkhné-Lalié, comme tout l'oblast de Kirov, est située dans le fuseau horaire MSK (heure de Moscou). Le décalage horaire appliqué par rapport au temps universel coordonné est +03:00.

## Démographie
Recensements (*) et estimations de la population,:
| 2010* | - | - | - |
| ----- | - | - | - |
| 180   | - | - | - |

## Culture locale et patrimoine
Le hameau possède l'église de Saint-Michel l'Archange de 1896, qui est classée comme objet patrimonial culturel de Russie d'importance régionale depuis le 28 mars 1983.